# Comes Hispaniarum

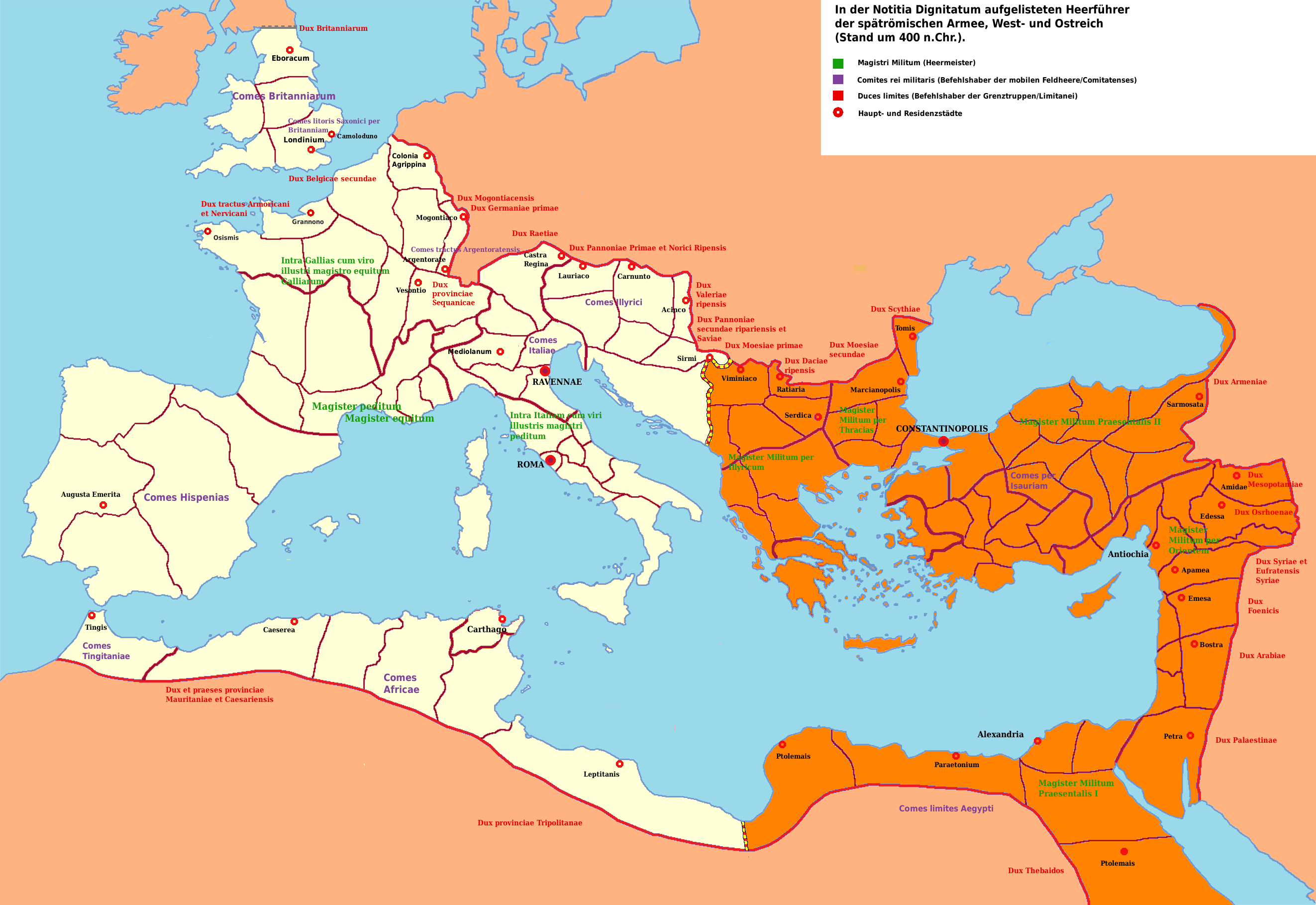
Heerführer der Comitatenses und Limitanei im 5. Jahrhundert n. Chr.

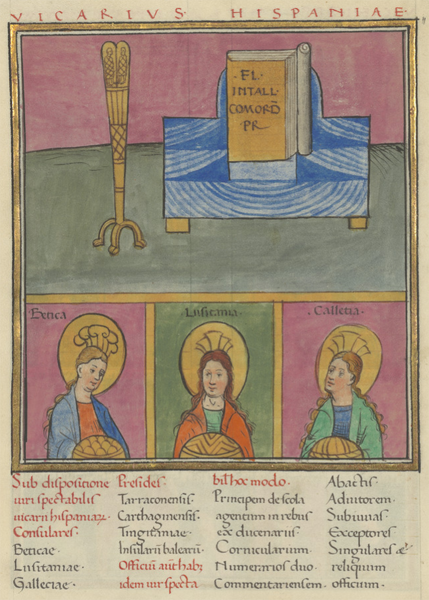
Notitia Dignitatum: die Kapitelseite des Vicarius Hispaniae stellt die Personifikationen von drei hispanischen Provinzen dar: Baetica, Lusitania und Gallaecia. Sie sind mit Mauerkronen auf dem Haupt abgebildet; durch die Körbe wird ihre Steuerpflicht symbolisiert. Dem Vicarius unterstand, ebenso wie dem Proconsul in Africa, die Gerichtsbarkeit, worauf die abgebildeten Schreibutensilien hinweisen.

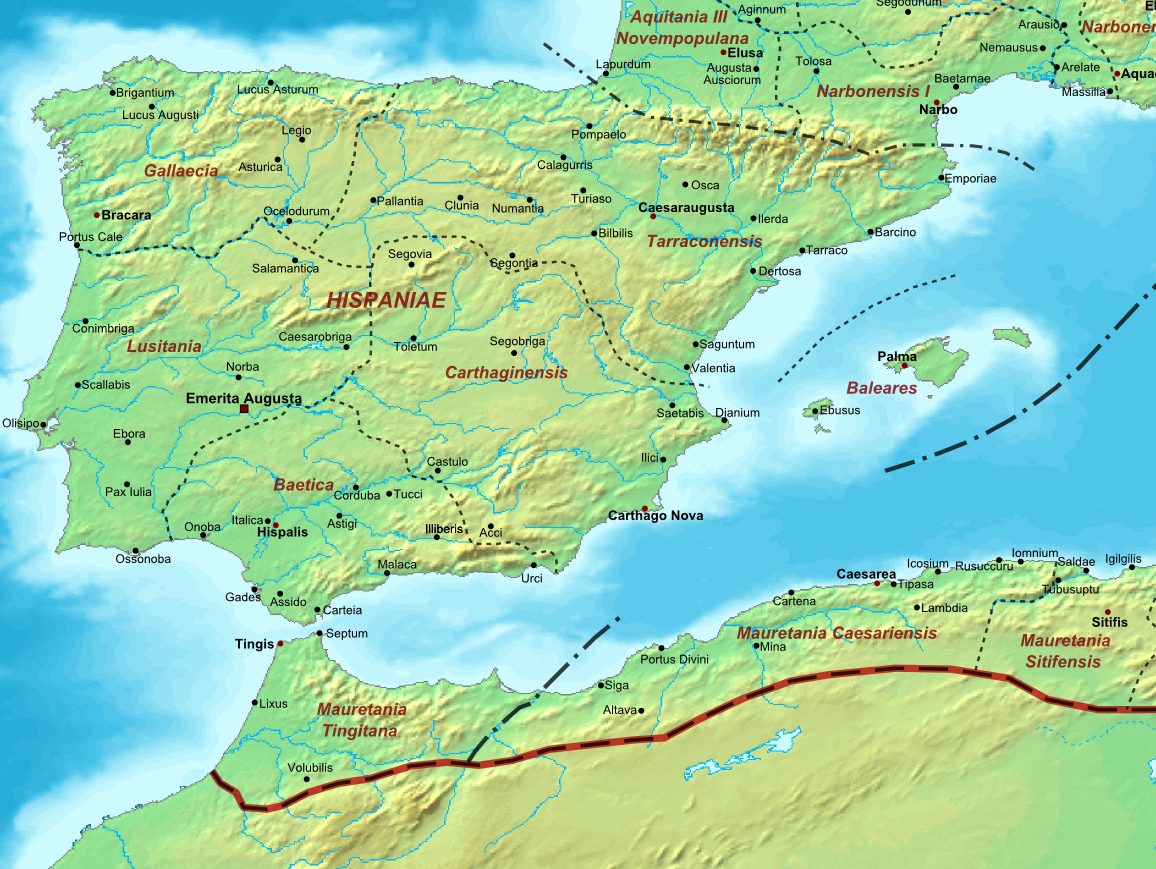
Die hispanischen und mauretanischen Provinzen im 5. Jahrhundert

Der Comes Hispaniarum  (comes im Sinne eines Militärbefehlshabers, comes rei militares) war ein hoher Offizier in der weströmischen Armee und im 5. Jahrhundert Kommandeur der römischen Streitkräfte auf der iberischen Halbinsel.
Der spätantike römische Amtstitel Comes bezeichnete in der Regel die höchste Rangklasse (vir spectabilis) bzw. die engsten Ratsmitglieder am kaiserlichen Hof. Später wurde dieser Titel auch an die Kommandeure der mobilen Feldarmeen in den Provinzen oder an hohe Offiziere für zeitlich begrenzte und provinzübergreifende Sonderkommandos vergeben (Comes rei militaris). Der in Hispanien operierende Comes Asterius wurde im 5. Jahrhundert allerdings als vir illustris tituliert.
Ein Comes rei militaris Hispaniarum scheint in der Notitia Dignitatum nicht mit einem eigenen Kapitel auf. Dort werden nur in den Abschnitten (Distributio) der beiden westlichen Heermeister jene Einheiten genannt, die in Hispanien eingesetzt waren und offensichtlich – wie z. B. auch beim Comes Illyrici – nur für einen begrenzten Zeitraum oder eine spezielle Aufgabe unter seinem Befehl standen. Dementsprechend finden sich in der westlichen Notitia auch keine Illustration seiner Insignien, Kastelle, Festungsstädte, oder die Liste seines Verwaltungsstabes. Bei letzteren griff der Comes wahrscheinlich auf die Kanzlei (officium) des Heermeisters (Magister militum) zurück. Es wäre aber auch möglich, dass die Kopisten im Mittelalter sein Kapitel aus heute unbekannten Gründen nicht berücksichtigt oder schlicht vergessen haben. Seine direkten Vorgesetzten waren zur Zeit der Endfassung der Notitia Dignitatum Occidentalis (nach 420) der Magister peditum, bzw. -equitum praesentalis (OB der Infanterie- und Kavallerieeinheiten).
Sein Befehlsbereich (comitativa) umfasste alle fünf hispanischen Provinzen:
- Tarraconensis,
- Carthaginiensis,
- Gallaecia,
- Lusitania und
- Baetica.

Namentlich bekannte Comites:
- Asterius (um 420),
- Censorius (um 443).
- Mansuetus (um 453)

## Entwicklung
Unter der Herrschaft Konstantins des Großen taucht erstmals das Amt eines Comes Hispaniarum auf. Diese waren jedoch noch „Zivilbeamte“ und sollten die Statthalter der Dioecesis Hispaniae beaufsichtigen. Von diesen war einer vorher als Comes per Africam eingesetzt. Da sie in Spanien häufiger vorkommen als in irgendeiner anderen Dioecese einzige Ausnahme der Orient, so könnte dies daran gelegen haben, dass seit langem kein Kaiser mehr persönlich Hispanien besucht hatte und das Eingreifen von Beamten mit außergewöhnlichen Vollmachten wegen gravierenden Missständen hier wohl besonders dringlich erschien. Der erste bekannte dieser von Konstantin eingesetzten Comites, Octavianus, übte diese Funktion zwischen 316 und 317 aus. Ihm folgte Tiberianus der dieses Amt 332 innehatte.
A.H.M. Jones glaubte, dass das (kurzlebige) Amt eines Comes rei militaris für Hispanien erst kurz vor Abschluss der Notitia Dignitatum, gewissermaßen ad hoc, vergeben wurde. Bis ins 4. Jahrhundert war für die Sicherheit dieser Dioecese auch keine größere, dort fix stationierte Feldarmee notwendig. Dies änderte sich, als 408/409 Vandalen, Alanen, Sueben und Visigoten (spätere Westgoten) in Spanien eindrangen. Dabei wurden – wahrscheinlich – die wenigen dort stationierten römischen Einheiten aufgerieben bzw. zersprengt. In der Chronik des Bischofs Hydatius, wird ein Comes Hispaniarum Asterius für das Jahr 420 erwähnt. Asterius zog für seine Armee wohl Hoftruppen (Palatinae), in Nordafrika und Gallien stehende Einheiten und vor allem visigotische Foederatenverbände zusammen, anstatt eine neue Streitmacht zu rekrutieren. Mit ihr bekämpfte er von 419 bis 423 die Vandalen, drängte sie aus der Provinz Gallaecia in die Baetica ab und lieferte den Sohn des Usurpators Gerontius, Maximus, an Kaiser Honorius aus. Nach seiner Ernennung zum Heermeister des Westens 422 erschien Flavius Castinus in Hispanien, wo er eher erfolglos die Vandalen bekämpfte. Nach diesen Feldzügen war das Amt des Comes Hispaniarum entweder vakant oder seine Truppen wurden so stark reduziert, sodass er keinen größeren Feldzug mehr durchführen konnte. In diesem Fall wurde ein Magister utriusque militae ernannt, der mit Soldaten aus Italien oder anderen Provinzen nach Hispania geschickt wurde. Bei diesen Missionen wurden die römischen Truppen oft durch Foederati-Kontingente  ergänzt. Um 443 führte ein Comes Censorius einen – wenig erfolgreichen – Feldzug gegen die Sueben. Hydatius Chronik erwähnt für das Jahr 453 in weiterer Folge einen Comes, Mansuetus, der mit den Sueben Friedensverhandlungen führte. Über weitere Aktivitäten eines noch von der weströmischen Regierung in Ravenna eingesetzten Comes für Hispanien ist danach nichts mehr bekannt.

### Duces in Hispanien
Im Laufe des 5. Jahrhunderts löste sich die römische Ordnung in Hispanien weitgehend auf. Die militärische Tätigkeit der regulären Armee beschränkte sich zur Zeit der Herrschaft des Majorian nur noch auf punktuelle Verteidigungszonen in der Provinz Tarraconensis, die von einem Dux Tarraconensis befehligt wurden. Die restlichen Gebiete wurden aufgegeben. Zwischen 460 und 470 setzten sich Westgoten und Sueben auf der iberischen Halbinsel zunehmend durch, die schließlich zur Gänze der Kontrolle des Kaiserhofes in Ravenna entglitt. Die Reste der Spanienarmee und ihr Offizierskorps traten wahrscheinlich in den Dienst der neuen Machthaber. Das Amt des Dux blieb unangetastet und wurde weiterhin mit Romanen besetzt. 464 ist in einem Brief des Bischofs Ascania von Tarragona an Papst Hilarius die Rede von einem Dux Hispaniarum namens Vincentius, der mit den Westgoten kollaborierte. Möglicherweise stand er vorher noch im Sold der regulären römischen Armee, doch kann dies nicht sicher bestimmt werden. Er drang 473 im Auftrag des Westgotenkönig Eurich in die Tarraconensis ein, eroberte dort einige Städte und griff sogar Italien an, wo er aber schließlich in einer Schlacht den Tod fand. 475 musste Kaiser Julius Nepos offiziell die von ihnen besetzten Provinzen in Gallien und Hispanien endgültig an die Westgoten abtreten.

## Truppen
Da in der Notitia auch keine regulären Kavallerieeinheiten für Hispanien erwähnt werden, musste der Comes wohl mit visigotischer Foederatenkavallerie auskommen. Die Truppenliste für Hispanien enthält keine einzige Einheit der Pseudocomitatenses, wie man es von einer römischen Armee dieser Zeitperiode erwarten würde. Darüber hinaus führt sie auch keine Truppe, die nach einem der Imperatoren des 5. Jahrhunderts benannt ist. Es scheint daher, dass die in der Notitia angegebene, in Hispanien eingesetzte Armee tatsächlich erst im frühen 5. Jahrhundert hastig zusammengezogen wurde. Die in Hispanien stehenden Limitanei-Einheiten standen unter dem Oberbefehl des Magister peditum. Vor der Invasion von 409 könnte ein eigener Dux oder Comes das Kommando über sie gehabt zu haben. Von den hispanischen Limitanei waren fünf in der Provinz Gallaecia und eine in der Tarraconensis stationiert. Angesichts der Tatsache, dass nur wenige der hispanischen Comitatenses – und diese noch dazu in anderen Armeen – aufgelistet sind, was ihr Weiterbestehen impliziert, ist die Existenz der hispanischen Limitanei über das frühe 5. Jahrhundert hinaus aber äußerst unwahrscheinlich. Die naheliegendste Erklärung wäre, dass dieser Teil der Notitia zum Zeitpunkt ihrer Endfassung – wie so oft bei diesem Dokument – nicht mehr dem aktuellen Stand entsprach.

## Distributio Numerorum
Laut der ND Occ. standen dem Comes möglicherweise folgende Einheiten zur Verfügung:

### Gardeeinheiten (Infanterie)
| Offiziere/Einheit/Kastelle | Bemerkung | Abbildung |
| -------------------------- | --- | --------- |
|                            | Comitatenses - Auxilia palatina |           |
| Ascarii seniores           | Die Ursprünge des Namens Ascarii sind unklar. Laut Theodor Mommsen (1889), könnte er sich vom griechischen Askos (Haut, Tasche, Fell) ableiten. Sie waren angeblich darauf spezialisiert, Flüsse zu überqueren. Eine Ascariieinheit wird bei Ammianus Marcellinus im Zuge der Gefangennahme eines alamannischen Gaukönigs und einer unerlaubten Plünderung erwähnt. Wann die Ascarii in Seniores (Westarmee) und Iuniores (Ostarmee) aufgeteilt wurden, ist unbekannt, vermutlich nach der Mitte des 4. Jahrhunderts. Weitere in der Notitia verzeichneten Ascariieinheiten sind die: - Auxilia ascarii, Limitanei in der Armee des Dux Pannoniae secundae ripariensis et Saviae; die - Honoriani ascarii seniores, Auxilia palatina in der Armee des Magister equitum Galliarum, die - Ascarii seniores und die - Ascarii iuniores, ebenfalls Auxilia palatina in der Armee des Magister militum per Illyricum (Ostreich). Es ist möglich, dass diese Ascarii seniores mit der im Westen stationierten Einheit identisch waren. |           |
| Ascarii iuniores           | Dem Namenszusatz nach zu schließen dürfte diese Einheit ursprünglich im Osten des Reiches stationiert gewesen sein. Es wäre auch möglich, dass die Ascarii iuniores mit der im Westen stationierten Truppe gleichzusetzen sind. Ihr Schildzeichen zeigt – vermutlich – einen jagenden Caniden (Wolf oder Hund) mit aufgestellten Nackenhaaren. |           |
| Sagittarii nervi           | Eine Einheit aus Bogenschützen. Es wäre aber auch denkbar, dass sie nur teilweise mit Bogen bewaffnet waren und sich ihre Schützen irgendwann in einer Schlacht durch ihre Treffsicherheit auszeichnet hatten. Nervi bedeutet, dass die Rekruten dieser Einheit ursprünglich wohl im heutigen Nordostfrankreich und Belgien, in der Civitas Nerviorum (zur Zeit der Notitia „Nervica“), angeworben wurden. Der gallische Stamm, der dort siedelte nannte sich Nervii. In der mittleren Kaiserzeit wurden dort mehrere Hilfstruppeneinheiten aufgestellt. Einige werden auch noch in der Notitia erwähnt, wie z. B. die Cohortis sextae nerviorum unter dem Dux Britanniarum. Eine Inschrift, die einen Soldaten der Sagittarii nervi, Fla(vius) Victurus, nennt, stammt vom Gräberfeld der Colonia Iulia Concordia (Portogruaro im Veneto, Italien). Ihr Schildmotiv zeigt in der Mitte einen zoomorphen Tierkopf. Für derartiges gibt es in der Notitia noch mehr als ein Dutzend andere Beispiele, besonders unter den Auxilia palatina. |           |
| Exculcatores iuniores      | Ungewöhnlich für eine Einheit der Auxilia palatina ist ihr Schildmotiv nicht in der Notitia angegeben. Der Name Exculcatores bedeutet „die, die alles niederstampfen, niederrennen bzw. unaufhaltsam vorwärtsstürmen“. Noch zwei weitere in der Notitia Dignitatum überlieferte Einheiten tragen diesen Namen die - Exculcatores seniores und die - Exculcatores iuniores Britanniciani. Beide sind in der Truppenliste des Magister peditum als Auxiliar-Palatina-Einheiten aufgeführt. Nur das Schildmotiv der Exculcatores iuniores Britanniciani ist in der Notitia überliefert worden. |           |
| Tubantes                   | Die Tubantes oder Tui(h)anti waren ein Volk, das in den heutigen Niederlanden siedelte. Die heutige Region Twente wurde wahrscheinlich nach ihnen benannt. Laut Notitia gab es noch eine zweite Tubanteseinheit die als Auxilia palatina die unter dem Kommando des Magister militum praesentalis II (Ostreich) standen. Wen der auf dem Schildzeichen abgebildete Kopf darstellen soll, einen Barbaren oder eine Gottheit, ist unklar. |           |
| Felices seniores           | Der Name Felices („die Glücklichen“) kommt oft bei den in der Notitia angegebenen Einheiten vor (über 20). Ihre Einheitsbezeichnungen sind jedoch nicht mit einem anderen Namen kombiniert, normalerweise mit dem des regierenden Kaisers. Es ist möglich, dass sie einst auch einen solchen getragen haben. Der betreffende Herrscher könnte jedoch später offiziell in Ungnade gefallen und deswegen wieder abgelegt worden sein (siehe Damnatio memoriae). Das Schildzeichen stellt – wahrscheinlich – einen reißenden Caniden (Wolf oder Hund) dar. |           |
| Invicti seniores           | Ihr Name Invicti bedeutet „unbesiegbar, unermüdlich“ und wird in der Forschung häufig mit dem Sonnengott Sol, besonders in der Zeit von Konstantin I. als Sol Invictus („der unbesiegte Sonnengott“) verehrt, in Verbindung gebracht. Konstantin führte ihn in seiner Titulatur, bevor er sich dem Christentum zuwandte. Die zweite in der Notitia gelistete Invicti-Einheit sind die Invicti Iuniores, ebenfalls Auxilia palatina, standen diese in der Armee des Magister militum per Illyricum (Ostreich). |           |
| Invicti iuniores Britones  | Die Truppe wurde ebenfalls nach dem Sonnengott benannt. Britones bedeutet, dass die Einheit ursprünglich in Britannien aufgestellt wurde. Vermutlich war sie mit den Invicti iuniores Britanniciani in der Armee des Magister peditum ident. Eine Brieftextfragment aus dem 5. Jahrhundert (um 416), bekannt als Epistula Honorii, hat sich im Rotense-Codex von Madrid erhalten. Er erwähnt drei im Hispanien stationierte Einheiten, darunter die Britanici und noch zwei, von denen jedoch nur der Namenszusatz seniores und iuniores erhalten geblieben ist. |           |
| Victores iuniores          | Der Name bedeutet „die Siegreichen“. Victrix wurde oft als Ehrenbezeichnung an römische Militäreinheiten verliehen. Die Einheit wurde vielleicht unter Konstantin I. aufgestellt. Der Kaiser nahm die Ehrenbezeichnung „Victor“ an, nachdem er seinen Rivalen im Osten, Licinius, besiegt hatte und dadurch Alleinherrscher im Reich wurde. Noch fünf weitere in der Notitia angegebene Einheiten führten diesen Namen: - Victores, eine Einheit der Auxilia palatina unter dem Magister militum praesentalis I (Ostreich), - Victores seniores (Auxilia palatina?), sie standen in der Italienarmee des Magister peditum, - Galli victores, Auxilia palatina in der Italienarmee des Magister peditum, - Honoriani victores (iuniores), Auxilia palatina in der Armee des Comes Illyrici und die - Victores iuniores Britanniciani (Auxilia palatina?) in der Armee des Comes Britanniarum, sie werden aber – seltsamerweise – nicht in der Truppenliste des Magister peditum geführt. Zwei andere in der Notitia vermerkte Einheiten hatten sehr ähnliche Bezeichnungen: - Cohors prima Victorum, Limitanei unter dem Dux Syriae et Eufratensis Syriae (Ostreich), und die - Ala prima Victoriae eine Kavallerieeinheit der Limitanei unter dem Dux Osrhoenae (Ostreich). |           |
| Brisigavi seniores         | Die Einheit der wurde aus Angehörigen des alamannischen Stammes der Brisgavi (lt.Ammianus Marcellinus) aufgestellt. Sie siedelten im heutigen Breisgau, Deutschland. Eine weitere in der Notitia aufgelistete Brisigaviereinheit waren die Brisigavi iuniores in der Italienarmee des Magister peditum. Sie dürften zwischen 395 und 398 unter Kaiser Honorius aufgestellt worden sein und sich zum größten Teil aus Kriegern der Breisgau-Alamannen zusammengesetzt haben. Möglicherweise ein Teil jener Truppenkontingente, die die Alamannenkönige Gundomad und Vadomar 357, nach der verlorenen Schlacht von Argentorate, Kaiser Julian Apostata zur Verfügung stellen mussten. |           |
| Salii iuniores Gallicani   | Der Name Salii bezieht sich auf die Salfranken, er könnte sich von Salz ableiten, da sie ursprünglich am Niederrhein bis zum Salland und an der IJssel lebten. Andere aus diesem Stamm rekrutierte Einheiten waren die - Salii, Auxilia-Palatina unter dem Befehl des Magister militum praesentalis I (Ostreich); und die - Salii seniores, Auxilia-Palatina unter dem Magister peditum in der Armee des Magister equitum Galliarum. |           |

### Feldarmee
| Offiziere/Einheit/Kastelle | Bemerkung | Abbildung |
| -------------------------- | --- | --------- |
|                            | Comitatenses - Legiones comitatenses |           |
| Fortenses                  | Fortenses bedeutet „mutig“ oder „standhaft“, ein Ehrenname der in der mittleren Kaiserzeit häufig an römische Einheiten verliehen wurde, wenn sie sich im Kampf bewährt hatten. In der Notitia werden mehrere Fortenses-Einheiten angegeben. Neben der Armee des hispanischen Comes standen auch in der Feldarmee des Comes Africae Fortenses, hatten jedoch unterschiedliche Schildbemalungen. Die afrikanische Einheit war – laut der Infanterieliste des Magister peditum – eine Legio comitatenses. Die hispanischen Fortenses könnten die Vexillation einer mit dem Ehrentitel Fortis ausgezeichneten Legion sein. Vermutlich haben die spätantiken Fortenses-Abteilungen nach der Abkommandierung von ihrer Stammeinheit diesen Namen angenommen. Weitere Fortenses Einheiten in der Notitia: - Fortenses, eine Legio palatina unter dem Magister militum praesentalis I (Ostreich), - Fortenses auxiliarii, eine Einheit der Pseudocomitatenses unter dem Magister militum per Orientem (Ostreich), - Numerus Fortensium, Limitanei unter dem Comes litoris Saxonici per Britanniam, - Limites Fortenses, Limitanei unter dem Dux et praeses provinciae Mauritaniae et Caesariensis, - Milites Fortenses, Limitanei unter dem Dux provinciae Tripolitanae, - Cuneus equitum Fortensium, Limitaneireiterei, sowie die - Auxilia Fortensia, Limitanei, beide unter dem Dux Valeriae ripensis. |           |
| Propugnatores seniores     | Der Name bedeutet „Verteidiger“ oder auch „Elitekämpfer“. Ihre Ursprünge sind schwer auszumachen. Ein Hinweis dafür könnte die Übereinstimmung ihrer Schildbemalung mit der der Minervii sein, die von der Legio I Minervia abstammen. Auch die Propugnatores seniores könnten aus ihr hervorgegangen sein, da Minerva u. a. die Schutzgöttin der taktischen Kriegsführung war (im Gegensatz zum Kriegsgott Mars). Die Legion wurde in der Spätantike wohl auf mehrere Feldarmeen aufgeteilt. Andere Propugnatores-Einheiten in der Notitia sind die: - Propugnatores iuniores, eine Legio comitatenses in der Armee des Comes Illyrici, die - Armigeri propugnatores seniores, eine Legio palatina, und die - Armigeri propugnatores iuniores, eine weitere Legio palatina unter dem Kommando des Comes Africae. Ihre Schildbemalungen sind sich sehr ähnlich. Wann sie in Seniores und Iuniores aufgeteilt wurden, ist unbekannt. |           |
| Septimani seniores         | Ihr Name („die Siebener“) leitet sich eindeutig von einer Legion ab. Entweder von der Legio VII Claudia unter den Dux Moesiae primae (Ostreich), die lange in Viminacium (heute Stari Kostalac in Serbien) stationiert war, oder der Legio VII Gemina, die spanische Hauslegion, stationiert im Lager von León im Norden Spaniens. Da die Septimani seniores ebenfalls in Spanien operierten, scheint ihre Herkunft von dieser Legion plausibel zu sein. Weitere Septimani-Einheiten in der Notitia waren die: - Septima gemina unter dem Magister militum per Orientem (Ostreich), die - Septimani iuniores in der Armee des Comes Tingitaniae, wohl ebenfalls Abkömmlinge der spanischen Legion, da auch die Tingitania organisatorisch Teil der Dioecesis Hispaniae war und die - Septimani in der Gallienarmee des Magister equitum, vielleicht ebenfalls eine Vexillation der Legio VII Claudia. Keine dieser Einheiten weisen jedoch ähnliche Schildbemalungen auf. |           |
| Vesontes                   | Der Name leitet sich von der Stadt Vesontio (das heutige Besançon/Frankreich) ab, wo vermutlich diese Einheit einst stationiert oder rekrutiert worden war. Zur Zeit Caesars war sie die Metropole der keltischen Sequani und in der Spätantike vermutlich Sitz des Dux provinciae Sequanicae. Das Schildmuster der Vesontes ähnelt stark dem der Octavani, eine Einheit die von der lange in Argentorate (Straßburg) am Rheinlimes stationierten Legio VIII Augusta abstammt. In der Spätantike stand sie vermutlich unter dem Befehl des Comes tractus Argentoratensis und wurde auf Kastelle in der Nordschweiz und am Rhein aufgeteilt, bevor sie schließlich in die Italienarmee des Magister peditum eingereiht wurde. Vielleicht stand eine ihrer Abteilungen auch für eine gewisse Zeit in Vesontio. Die Vesontes könnten daher aus dieser Legion hervorgegangen sein. Die halbmondförmigen Embleme auf der Schildbemalung dieser Einheit erinnern an Rasenstecherklingen (die lateinische Bezeichnung ist unbekannt) die von den Legionären beim Lagerbau verwendet wurden. Ein Exemplar konnte in Newstead, Schottland, ausgegraben werden. Es könnte sich dabei aber auch um pelteförmige Dekorationselemente handeln, die häufig in verschiedenen Variationen auf Tabula ansata's zu sehen sind. Solche Tabula's wurden seit dem Prinzipats auf die Schilde aufgemalt, um damit die jeweiligen Einheiten anhand ihrer Ordnungsnummer identifizieren zu können, aber wohl auch als Zierelement, wie mehrere Metopen am Tropaeum Traiani im rumänischen Adamclisi beweisen. Es wäre daher möglich, dass die Schildbemalung der Vesontes und der Octavani auf solche Dekorationen zurückgehen. Ein ähnliches Motiv sieht man auf einem Schild, das von einem der Soldaten auf der sogenannten Brescia-Schatulle getragen wird, ein Elfenbeinkästchen aus dem 4. Jahrhundert. |           |
| Undecimani                 | Die im Westen stationierten Undecimani („die Elfer“) stammten wahrscheinlich von der Legio XI Claudia ab. Die im Osten dienten ebenfalls als Legiones palatinae in der Armee des Magister militum praesentalis II (Ostreich); ihre Schildbemalung unterscheidet sich aber stark von der ihrer Schwestereinheit. Auch sie wurden einst wohl aus der Legio XI Claudia herausgezogen. Das Stammlager dieser Legion war Durostorum (Silistra), im heutigen Nordostbulgarien. Laut Notitia lag dort im 5. Jahrhundert noch immer eine ihrer Abteilungen und war Bestandteil des Grenzschutzes unter dem Dux Moesiae secundae (Ostreich). Ihre übrigen Vexillationen waren auf die Kastelle in der Moesia II verteilt worden. |           |

### Grenzwächter
| Offiziere/Einheit/Kastelle                                  | Bemerkung | Abbildung |
| ----------------------------------------------------------- | --- | --------- |
|                                                             | Limitanei |           |
| Praefectus legionis septimae geminae, at Legione            | Die Resttruppe der einstigen hispanischen Hauslegion Legio VII Gemina, die noch immer in ihrem Stammlager, Legio (León), in Nordspanien stationiert war.                                                         |           |
| Tribunus cohortis secundae Flaviae Pacatianae, at Paetaonio | Die Kohorte war im ehemaligen Legionslager von Petavonium (Rosinos de Vidriales, Nordspanien) kaserniert. |           |
| Tribunus cohortis secundae Gallicae, at cohortem Gallicam   | Eine Kohorte die ursprünglich in Gallien rekrutiert wurde. |           |
| Tribunus cohortis Lucensis, at Luco                         | Eine Kohorte die im 5. Jahrhundert in Lucus Augusti (Lugo) in Garnison lag. |           |
| Tribunus cohortis Celtiberae, at Brigantiae                 | Eine Einheit die aus den Stämmen der indigenen Keltiberer rekrutiert wurde und vielleicht noch bis in das 5. Jahrhundert in Flavium Brigantium, Provinz Gallaecia (heute A Coruña im Nordwesten Spaniens) stand. |           |
| Tribunus cohortis primae Gallicae, at Valeia                | Die Soldaten dieser Kohorte wurden aus Stämmen auf dem Gebiet der römischen Provinz Gallia Lugdunensis rekrutiert. Ihr Kastell, Veleia, befand sich in der Provinz Tarraconensis.                                |           |